# Actual Sounds + Voices
Actual Sounds + Voices è il sesto album in studio del gruppo musicale elettronico Meat Beat Manifesto, pubblicato nel 1998. Come il suo predecessore, Subliminal Sandwich, l'album intreccia profondamente diverse forme di musica elettronica con strumenti dal vivo come il clarinetto basso, il sassofono, la batteria e Fender Rhodes. Tuttavia, Actual Sounds + Voices è notevolmente più influenzato dal jazz, accoppiato con un tono più scuro e caratterizzato da persistenti breakbeat irregolari. Il singolo "Prime Audio Soup" è presente in una scena del film (lungometraggio) di successo del 1999 Matrix, così come della sua colonna sonora.

## Tracce
1. Everything's Under Control – 0:43
2. Prime Audio Soup – 6:17
3. Book of Shadows – 5:43
4. Oblivion/Humans – 5:52
5. Let's Have Fun – 3:30
6. The Tweek – 2:25
7. Acid Again – 5:47
8. Let Go – 4:44
9. Where Are You?/Enuff – 5:59
10. Hail to the Bopp – 4:40
11. 3 Floors Above You – 5:00
12. Funny Feeling – 6:10
13. The Thumb – 10:47
14. Wavy Line – 1:17
15. Wildlife – 4:05